# Katedrála Notre-Dame (Verdun)
Katedrála Notre-Dame ve Verdunu (česky: katedrála Panny Marie, francouzsky Cathédrale Notre-Dame de Verdun) je gotická římskokatolická katedrála.
Jedná se o katedrální chrám verdunské diecéze, jde zároveň o nejstarší katedrálu regionu Lotrinsko.

## Historie
Roku 330 christianizuje svatý Saintin město Verdun a okolí a stává se zde prvním biskupem. Jako biskup postavil v roce 332 první křesťanskou kapli zasvěcenou svatému Petru a Pavlovi na Mont Saint Vanne na místě pohanského chrámu. V roce 457 svatý Pulchronius (biskup) staví uvnitř zdí zničeného Římského opevnění katedrálu na místě, kde stojí i dnes. Tento chrám byl v průběhu let několikrát poničen a opravován, až v roce 990 biskup Heimon nařizuje stavbu nové katedrály.
Ve 12. století architekt Garin vystavěl východní chór, dva portály (svatého Jana a svatého Lva) a krypty. Katedrála byla vysvěcena papežem bl. Evženem III. roku 1147. Klášter vypadá, že byl postaven také přibližně v této době. Ve 14. století byla katedrála přebudována v renesančním stylu. Okna byla zvětšena a interiér byl vyzdoben freskami. Dne 2. dubna 1755 shořela střecha a věže po zásahu bleskem. Samotná katedrála byla těžce poškozena a roku 1760 byla přebudována v neoklasicisním stylu.
Katedrála byla poničena během první světové války (zejména mezi roky 1916 a 1917). Východní část byla úplně zničena, věže byly úplně zničeny (a nebyly již opraveny). Během rekonstrukce v letech 1920-1936 bylo znovuobjeveno velké množství prvků románské architektury, stejně jako krypta. Katedrála byla znovu vysvěcena v roce 1935. Roku 1946 ji navštívil tehdejší apoštolský nuncius v Paříži, biskup Roncalli (ten se stal později papežem - svatý Jan XXIII.). Tisícileté výročí od postavené katedrály bylo oslaveno v roce 1990.

## Patrocinium
- Panna Maria

## Galerie

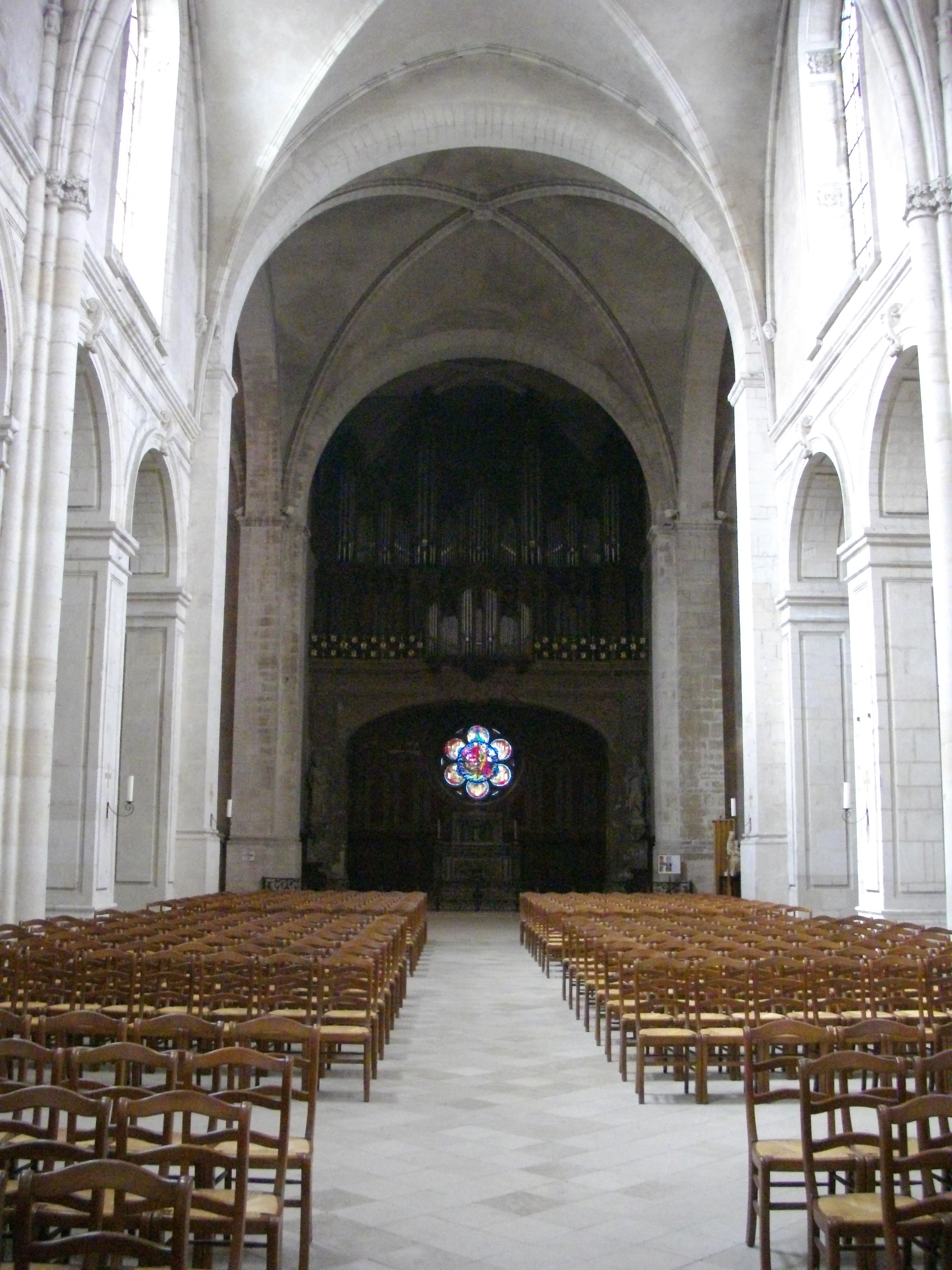
Hlavní loď
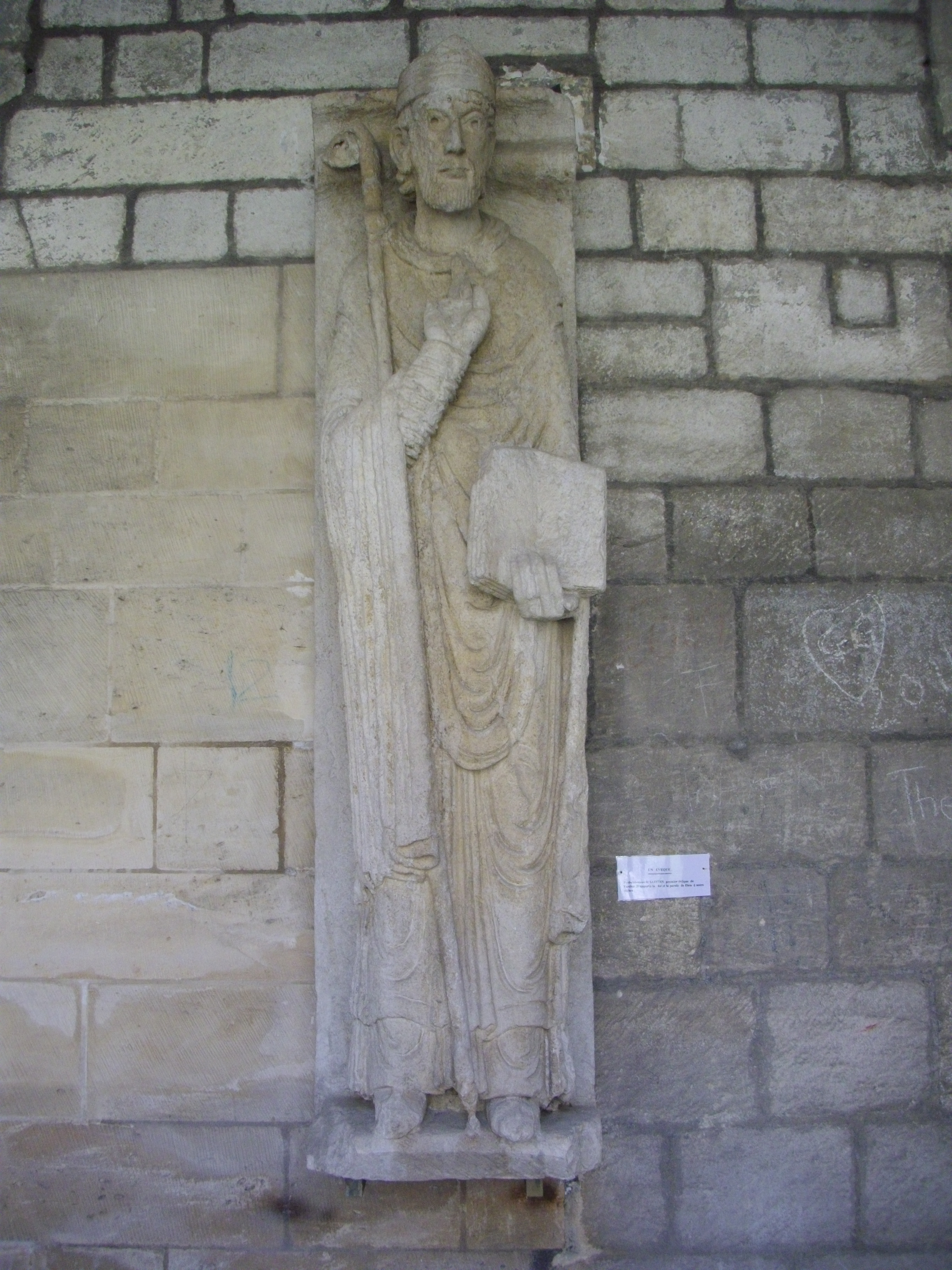
Socha svatého Saintina, prvního verdunského biskupa, v přilehlém klášteře
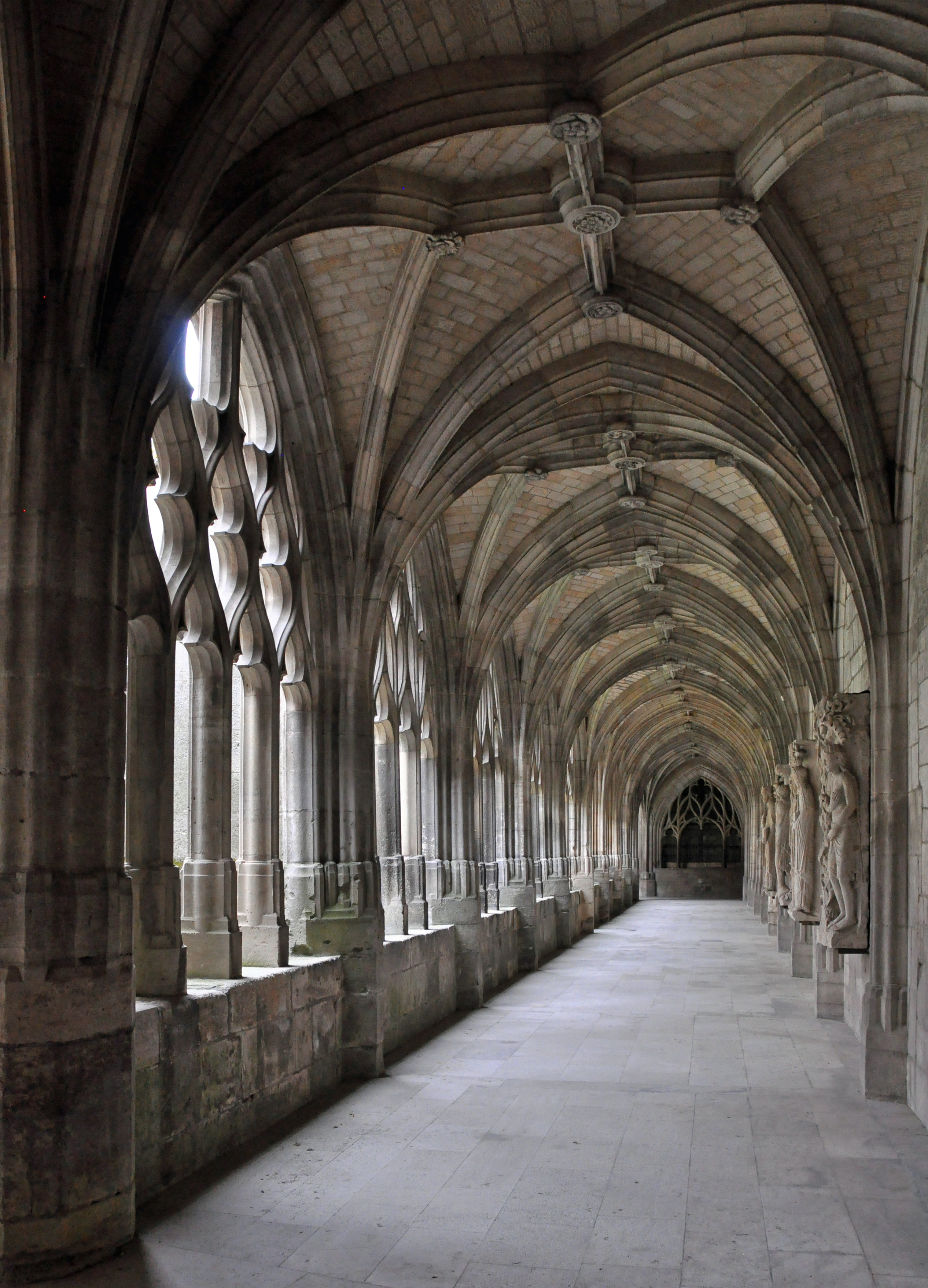
Chodba v přilehlém klášteře
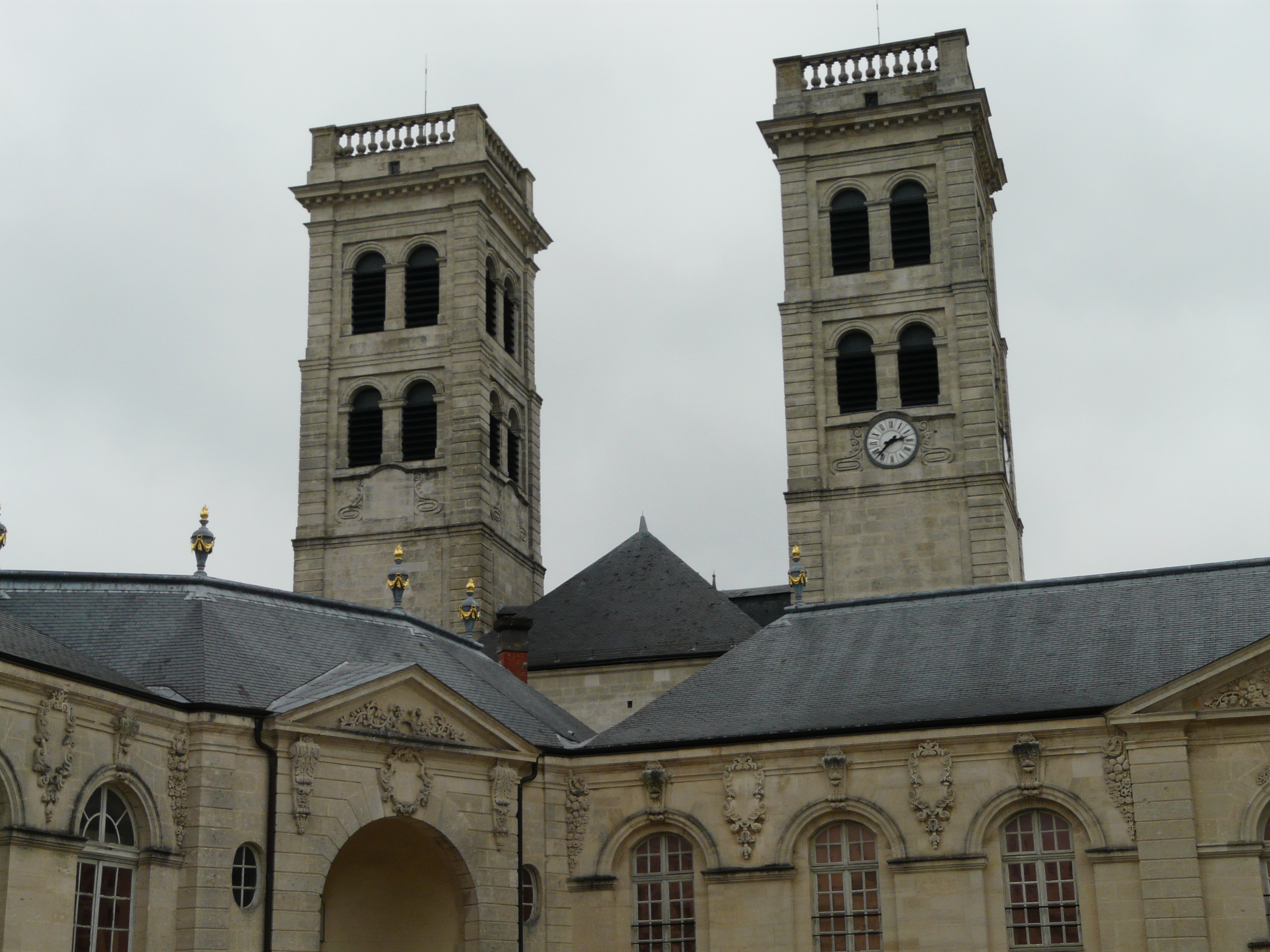
Věže katedrály, v popředí střecha biskupské rezidence
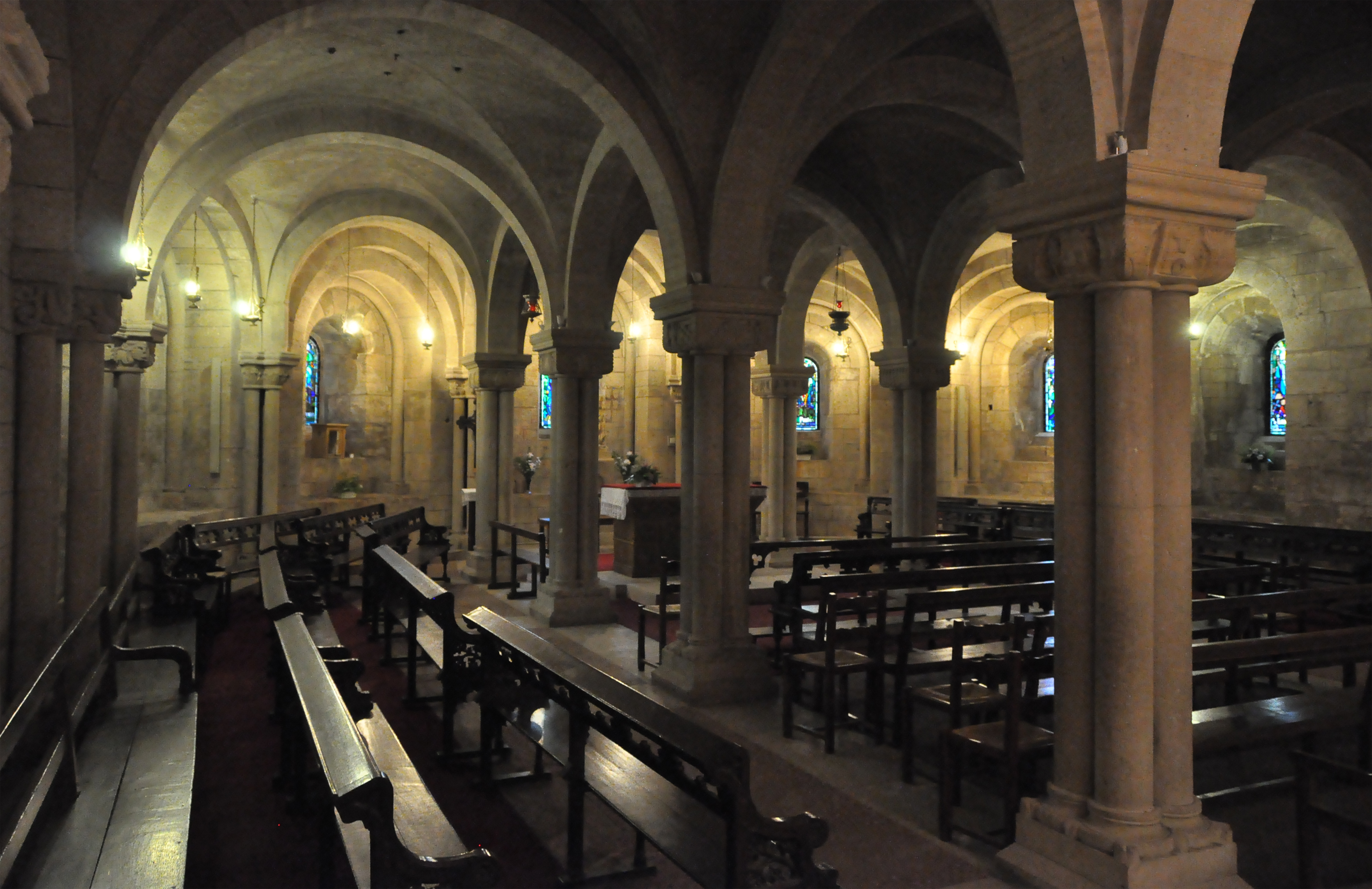
Katedrální krypta